# Toraldo (famiglia)
Toraldo, antica nobile famiglia campana di origine germanica, portata nel Regno di Napoli all'epoca dell'imperatore Federico II di Svevia. Prese il nome dalla signoria di Toraldo, da loro posseduta presso Sessa, nel Principato Citra.

## Esponenti illustri
- Landolfo Toraldo (?-1323 ca.), signore di Toraldo
- Nicolò Toraldo (XIX secolo), governatore di Sessa per la regina Giovanna I di Napoli
- Giacomo Toraldo (?-1392 ca.), signore di Toraldo
- Filippo Toraldo (?-1392), vescovo di Sessa dal 1383 al 1392
- Baldassarre Toraldo (XIV secolo), cardinale e legato nel Regno di Napoli nel 1400
- Gaspare Toraldo (?-1530), marchese di Polignano dal 1509 al 1530[3]
- Gaspare Toraldo (XVI secolo), militare nella battaglia di Lepanto
- Francesco Toraldo (1585-1647), militare
- Gaspare Toraldo (1587-1641), militare
- Francesca Toraldo (1647-1724), figlia unica di Francesco, sposò Melchor de Navarra y Rocafull, visconte di Torricella e Viceré del Perù[4]
- Ignazio Toraldo (1778-1865), capitano di fanteria nelle campagne d’Italia.
- Carlo Toraldo (1815-1897), deputato nel 1848.[5]